# Куинс-бульвар
Куинс-бульвар (англ. Queens Boulevard) — одна из главных улиц Куинса, района Нью-Йорка, США, часть федеральной трассы Нью-Йорка № 25 (англ. New York State Route 25). Улица открыта в начале XX века. Начинается улица от моста Куинсборо, Лонг-Айленд, и идёт до центра Куинса. Это одна из длиннейших улиц Куинса.

## История
Куинс-бульвар был построен в начале XX века с целью соединения нового моста Куинсборо с центральным Куинсом и обеспечения доступного выезда из Манхэттена. Для этого была осуществлена обширная программа по расширению и соединению уже существовавших улиц, таких как Томсон-авеню и Хоффман-бульвар, остатки которых существуют до сих пор. Одновременно с этим в 1920—1930-х годах велись работы по строительству линии Куинс-бульвара — тоннеля метрополитена под проезжей частью бульвара; в настоящее время по линии курсируют маршруты E, F, M и R Нью-Йоркского метрополитена.
Планы по превращению Куинс-бульвара в автостраду, подобную Ван-Уайк, не осуществились.
Значительная ширина полотна, сильное движение и наличие огромного количества коммерческих предприятий вдоль бульвара сделали Куинс-бульвар одной из наиболее опасных улиц во всём Нью-Йорке. Его стали называть «Бульвар смерти» или «Бульвар переломанных костей». С 1993 по 2000 год на бульваре погибало в среднем 10 пешеходов в год, не считая бесчисленных увечий. После этого были приняты меры по повышению безопасности для пешеходов, в частности:
- изменена конфигурация проезжей части — за счёт уменьшения числа полос автомобильного движения, увеличена ширина тротуаров и разделительных полос, добавлены велодорожки[2];
- изменён цикл светофоров, чтобы оставлять пешеходам больше времени для пересечения бульвара (до изменений пожилые люди физически не могли перейти бульвар за одну фазу светофора)[2];
- улучшена заметность пешеходных «зебр»[3];
- добавлены ограждения, чтобы вынудить пешеходов переходить бульвар по «зебрам»[2];
- поставлены специальные знаки на особенно опасных перекрёстках: «Здесь при переходе погиб пешеход»[3];
- понижено ограничение скорости дорожного движения — с 35 миль в час (56 км/ч) до 30 миль в час (48 км/ч)[3], а начиная с 2014 г. до 25 миль в час (40 км/ч)[2];
- изменено расположение «карманов» для поворота, чтобы вынудить автомобилистов снижать скорость перед поворотом[3].

Принятые меры снизили травматичность; в 2014—2017 гг. при пересечении Куинс-бульвара не погиб ни один пешеход.